# 工程數學
工程數學是應用數學的子領域，探討工程学及工業中常用到的数学模型。工程數學以及工程科學中的工程物理學及工程地质学，都是科技整合的主題，由於工程師實務、理論的需要而產生，其中也有一些為了可以簡化工作而有的限制。

## 說明
一直以來，工程數學會包括大部份数学分析的主題，最著名的有微分方程、实变函数论及複分析（包括向量分析及张量场）、逼近理论（包括渐近分析、变分法、摄动理论及数值分析)、傅里叶分析、位势论、线性代数及應用概率（不考慮概率的分析）。這些領域和经典力学的發展，以及當時的数学物理有關。因此，一直到20世紀初期，在美國大學的應用數學學院中會教授經典力學，而應用數學及工程學院會教授流体力学。
現代數值電腦方法的成功也帶來计算数学、计算科学及計算機工程（後面二個學科會簡稱為CS&E）的產生，有時會利用超级计算机來處理一些現象的仿真，或是求解科學或是工程上的問題。這些是科际整合的領域，不過也是工程數學關注的主題。
此領域中的分支包括工程最佳化及工程統計學。
中學以後的第三期教育，其中的工程數學一般會包括數學方法以及數學模型。